# Oncy-sur-École
Oncy-sur-École é uma comuna francesa na região administrativa da Ilha de França, no departamento de Essonne. Estende-se por uma área de 5.37 km². Em 2010 a comuna tinha 1 074 habitantes (densidade: 200 hab./km²).